# Añana
Añana är en kommun i Spanien. Den ligger Álavaprovinsen i södra delen av den autonoma regionen Baskien i norra delen av landet, 270 km norr om huvudstaden Madrid. Antalet invånare är 142 (2024). Arean är 21,92 kvadratkilometer.